# Tatiana Riabouchinska
Tatiana Riabouchinska (Татьяна Рябушинская, 23 mai 1917, Moscou - 24 août 2000, Los Angeles) était une première danseuse russe.

## Biographie
Tatiana Riabouchinska fait ses classes auprès d'Alexandre Volinine et Mathilde Kschessinska avant de devenir une première ballerine en France.
Aux États-Unis, elle entraîna des actrices et des danseuses telles que Rita Moreno, Ann-Margret et Joanne Woodward.
Elle est aussi connue pour avoir servi de modèle pour le personnage de Hyacinth Hippo, l'hippopotame dansant du film Fantasia (1940) de Walt Disney. Elle apparaît aussi en silhouette avec son partenaire David Lichine dans la séquence Two Silhouettes de La Boîte à musique, un autre film de Disney.
Dans la plupart de ses spectacles, elle danse avec David Lichine qu'elle épousera plus tard.
Riabouchinska et Lichine ont eu une fille, Tanica Lichine.
Le Musée national d'art moderne conserve le portrait de Tatiana Riabouchinska peint vers 1933 par Kostia Terechkovitch.